# Јамница (Преваље)
Јамница (словен. Jamnica) је насељено место у општини Преваље, Корушка регија, Словенија.

## Историја
До територијалне реорганизације у Словенији била је у саставу старе општине Равне на Корошкем.

## Становништво
У попису становништва из 2011. године, Јамница је имала 78 становника.
| Број становника према пописима | Број становника према пописима | Број становника према пописима |
| ------------------------------ | ------------------------------ | ------------------------------ |
| 1991                           | 2002                           | 2011                           |
| 64                             | 71                             | 78                             |

Напомена: Од 1955. до 1998. године исказивано под именом Згорња Јамница.